# Comité d'organisation politique électorale indépendante
Pour les articles homonymes, voir Comité d'organisation.
Le Comité d'organisation politique électorale indépendante (Comité de Organización Política Electoral Independiente), abrégé en COPEI, est un parti politique vénézuélien fondé en 1946 par Rafael Caldera et membre de l'Organisation démocrate-chrétienne d'Amérique. Fondé par d'anciens militants de l'UNE, le syndicat étudiant, le parti se donne pour but de diffuser les idées du catholicisme social.
Dans le cadre du système politique bipartite de la République du Venezuela, il alterne au pouvoir avec Action démocratique. 
Le parti est dirigé par Roberto Enríquez Lavaud à partir de 2007. En 2019, le Tribunal suprême de justice nomme Juan Carlos Alvarado à la tête du parti, ce qui est contesté par l'aile majoritaire du parti.

## Histoire
Le COPEI obtient 19 députés aux élections d'octobre 1946, devenant la deuxième force du pays, loin derrière, toutefois, l'Action démocratique (AD) qui a 137 sièges.
Plusieurs partis associés à la MUD, boycottent les élections municipales vénézuéliennes de 2017. Le COPEI, anciennement membre de la MUD, participe au scrutin.
Pour l'élection présidentielle vénézuélienne de 2018, Henri Falcón est choisi comme candidat du parti. Nicolás Maduro remporte 67,8 % des voix contre 21,0 % pour Falcón, qui rejette le processus électoral, dénonce des irrégularités et réclame l'organisation d'un nouveau scrutin. Le taux de participation est de 46,1 % selon les résultats officiels. Une source du CNE a pour sa part affirmé qu'à la clôture des bureaux de vote, le taux de participation était de 32,3 %. Dans les deux cas, il s'agit du plus faible taux de participation de l'histoire du pays pour une élection présidentielle.
Le 2 décembre 2019, le Tribunal suprême de justice remplace la présidente Mercedes Malavé par Miguel Salazar. Juan Carlos Alvarado est maintenu comme secrétaire général, tandis que Alexander Cordero devient premier-vice président à la place d'Antonio Calviño, Jesús Jiménez Vilchez devient deuxième vice-président à la place de Rafael Hernández. Enfin, José Jonathan Patty devient secrétaire adjoint à la place d'Iber Asención.
Lors des élections législatives vénézuéliennes de 2020, le parti obtient trois députés dont Juan Carlos Alvarado.
Juan Carlos Alvarado est candidat à l'élection présidentielle vénézuélienne de 2024. Il retire sa candidature pour soutenir celle de José Bernabé Gutiérrez d'Action démocratique. L'aile majoritaire soutient la candidature d'Edmundo González Urrutia.

## Résultats électoraux

### Élections législatives
| Année | Voix              | %                 | Rang              | Sièges   |
| ----- | ----------------- | ----------------- | ----------------- | -------- |
| 1946  | 141 418           | 10,1              | 2e                | 19 / 160 |
| 1947  | 200 695           | 17,0              | 2e                | 16 / 110 |
| 1952  | 300 309           | 17,39             | 2e                | 17 / 106 |
| 1958  | 392 305           | 15,20             | 3e                | 18 / 132 |
| 1963  | 595 697           | 20,82             | 2e                | 39 / 179 |
| 1968  | 883 814           | 24                | 2e                | 59 / 214 |
| 1973  | 1 330 514         | 30,2              | 2e                | 64 / 200 |
| 1978  | 2 103 004         | 39,8              | 1er               | 84 / 199 |
| 1983  | 1 887 226         | 28,7              | 2e                | 60 / 200 |
| 1988  | 2 247 236         | 31,1              | 2e                | 67 / 201 |
| 1993  | 1 065 512         | 23,2              | 2e                | 53 / 203 |
| 1998  | 518 976           | 12,1              | 3e                | 26 / 207 |
| 2000  | 227 349           | 5,10              | 4e                | 6 / 165  |
| 2010  | 723 579           | 4,4               | 5e                | 10 / 165 |
| 2015  | Au sein de la MUD | Au sein de la MUD | Au sein de la MUD | 2 / 167  |
| 2020  | 175 840           | 2,81              | 6e                | 3 / 277  |

### Élections sénatoriales
| Année | Voix      | %     | Rang | Sièges   |
| ----- | --------- | ----- | ---- | -------- |
| 1947  | 200 695   | 17,0  | 2e   | 4 / 46   |
| 1958  | 392 305   | 15,20 | 3e   | 6 / 51   |
| 1963  | 595 697   | 20,82 | 2e   | 8 / 47   |
| 1968  | 883 814   | 24    | 2e   | 13 / 47  |
| 1973  | 1 330 514 | 30,2  | 2e   | 21 / 44  |
| 1978  | 2 103 004 | 39,8  | 1er  | 14 / 44  |
| 1983  | 1 887 226 | 28,7  | 2e   | 20 / 46  |
| 1988  | 2 247 236 | 31,1  | 2e   | 67 / 201 |
| 1993  | 1 065 512 | 23,2  | 2e   | 14 / 50  |
| 1998  | 518 976   | 12,1  | 3e   | 6 / 54   |

## Identité visuelle

Premier logo
Logo de 2006 à 2015.
Logo alternatif de 2006 à 2015.
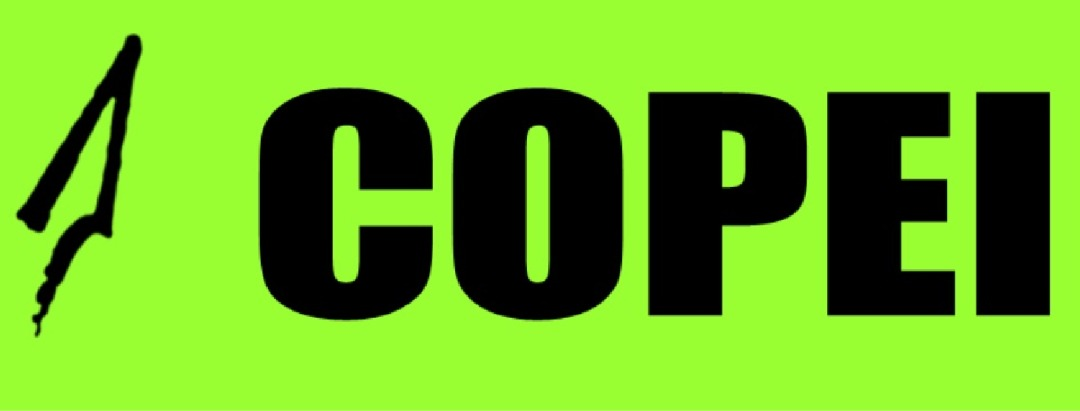
Logo depuis 2015.